# Teresa Adam
Teresa Adam (* 3. März 1990 in Waitakere) ist eine ehemalige Triathletin aus Neuseeland. Sie ist mehrfache Ironman-Siegerin (2018, 2019) und wird seit 2019 als Führende in der Bestenliste neuseeländischer Triathletinnen auf der Ironman-Distanz geführt.

## Werdegang
Teresa Adam startet seit 2018 als Profi-Athletin und seit 2018 auf der Ironman-Distanz (3,86 km Schwimmen, 180,2 km Radfahren und 42,195 km Laufen). Im Juni 2018 gewann sie den Ironman Cairns mit neuem Streckenrekord und qualifizierte sich damit für einen Startplatz beim Ironman Hawaii.
2019 konnte die damals 29-jährige starke Schwimmerin ihren Titel in Cairns erfolgreich verteidigen und verbesserte den Streckenrekord auf 9:48:34 h, womit sie sich als Führende in die Bestenliste neuseeländischer Triathletinnen auf der Ironman-Distanz eintrug. 
Seit 2019 startete sie für das österreichische Pewag Racing Team.
Im März 2020 gewann sie den Ironman New Zealand mit neuem Streckenrekord.
Teresa Adam startete im August 2021 für das im Collins Cup der Professional Triathletes Organisation zusammengestellte Team International – zusammen mit Paula Findlay, Jeanni Metzler, Carrie Lester, Sarah Crowley, Ellie Salthouse, Lionel Sanders, Braden Currie, Sam Appleton, Max Neumann, Kyle Smith und Jackson Laundry.
Im August 2021 belegte die 31-Jährige beim PTO Collins Cup (2 km Schwimmen, 80 km Radfahren und 18 km Laufen) in Šamorín im Team Internationals hinter Taylor Knibb und Daniela Ryf den dritten Rang.
Seit 2021 tritt sie nicht mehr international in Erscheinung.
Teresa Adam lebt in Waitakere.

## Sportliche Erfolge
| Datum/Jahr    | Rang | Wettbewerb      | Austragungsort | Zeit     | Bemerkung              |
| ------------- | ---- | --------------- | -------------- | -------- | ---------------------- |
| 28. Aug. 2021 | 3    | PTO Collins Cup | Šamorín        | 03:53:07 | im Team Internationals |

| Datum/Jahr    | Rang | Wettbewerb                | Austragungsort | Zeit     | Bemerkung                                                       |
| ------------- | ---- | ------------------------- | -------------- | -------- | --------------------------------------------------------------- |
| 7. März 2020  | 1    | Ironman New Zealand       | Taupō          | 08:40:29 | neuer Streckenrekord                                            |
| 1. Dez. 2019  | 1    | Ironman Western Australia | Busselton      | 08:38:43 | Streckenrekord und persönliche Bestzeit auf der Ironman-Distanz |
| 9. Juni 2019  | 1    | Ironman Cairns            | Cairns         | 09:48:34 | Streckenrekord                                                  |
| 2. März 2019  | 2    | Ironman New Zealand       | Taupō          | 09:05:32 |                                                                 |
| 13. Okt. 2018 | 18   | Ironman Hawaii            | Hawaii         | 09:12:53 | Erster Start bei der Ironman-Weltmeisterschaft                  |
| 10. Juni 2018 | 1    | Ironman Cairns            | Cairns         | 08:53:16 | Streckenrekord beim zweiten Ironman-Start                       |
| 3. März 2018  | 2    | Ironman New Zealand       | Taupō          | 09:05:35 | [ 8 ]                                                           |